# GNU Parted
GNU Parted (название состоит из комбинации слов PARTition и EDitor) — свободный редактор дисковых разделов, предназначенный для создания и удаления разделов. Утилита полезна для создания разделов для новых операционных систем, реорганизации использования места на жёстком диске, копирования информации между дисками и создания образов диска. Программа написана разработчиками Andrew Clausen и Lennert Buytenhek.
Утилита состоит из библиотеки, libparted, и фронтенда для командной строки, parted. GNU Parted написана только под Linux и GNU/Hurd.

## Другие фронтенды

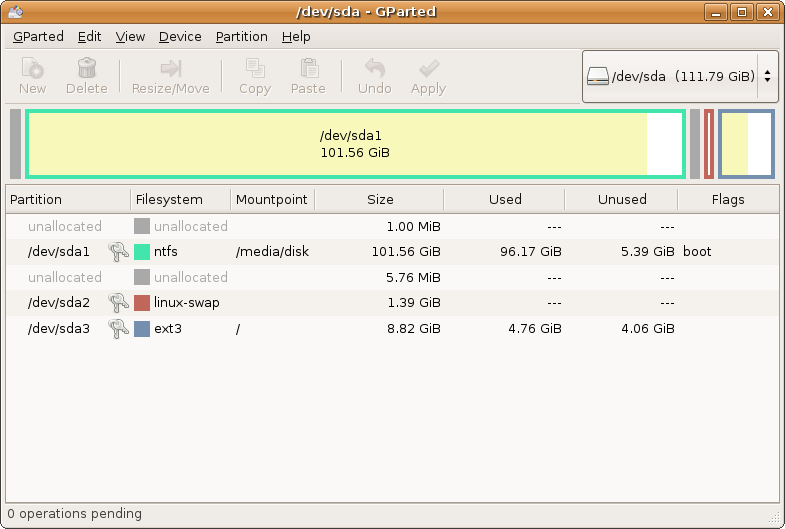
GParted, фронтенд для GNU Parted

nparted — фронтенд для GNU Parted на newt.
Были начаты проекта для фронтенда на ncurses, который также может быть использован в Windows (с помощью Ncurses в составе GNUWin32).
fatresize предлагает интерфейс командной строки для безопасного изменения размера разделов FAT16/FAT32 и использует библиотеку GNU Parted.

### Графические фронтенды
GParted и KDE Partition Manager — графические оболочки к GNU Parted. Они адаптированы под использование в GNOME и KDE соответственно; два крупных окружения рабочего стола в Unix-подобных системах. Они чаще всего включены как утилиты в большинство Live CD дистрибутивов для лёгкого управления разделами. QtParted является ещё одним графическим фронтендом на Qt, но в настоящее время активно не разрабатывается.
Pyparted (также python-parted) — фронтенд для GNU Parted на Python.
Самые известные дистрибутивы Linux, в которых он включён по умолчанию: Gentoo, Slackware, Knoppix, sidux, SystemRescueCD и Parted Magic.

## Ограничения
Parted ранее мог редактировать файловые системы, размещённые на разделах (создание, перемещение, изменение, копирование). Этот функционал был удалён в версии 3.0.